# 종합소득세
종합소득세(綜合所得稅)는 개인에게 귀속되는 각종 소득을 종합하여 과세하는 세금이다. 개인의 담세력에 적합한 공평과세를 할 수 있고 수입의 신축성이 풍부하여 재정수요의 증감에 적응하는 일이 쉽다는 것이 특징이다.
국세청에 종합소득세를 신고하기 위해서 종합소득세 신고서(綜合所得稅申告書)를 작성한다.

## 장점
누진세율을 적용할 수 있고 최저생계비에 대해 면세할 수 있으며 국가의 공동수요를 충족하기 위한 과세의 신축성을 기할 수 있다. 

## 단점
개인소득의 정확한 파악이 어렵고, 세원(稅源) 조사로 인하여 영업비밀이나 사생활을 침해할 우려가 있다.

## 같이 보기
- 소득세
- 종합소득공제